# Józef Wodzicki

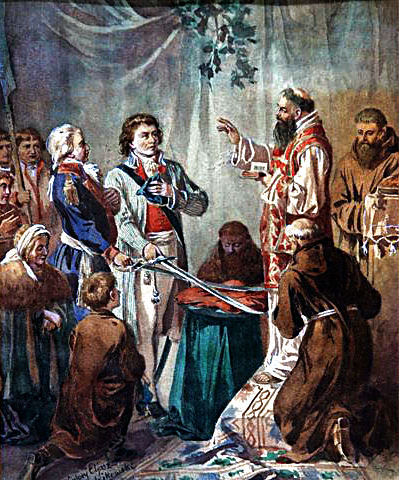
Józef Wodzicki i Tadeusz Kościuszko w Krakowie 1794 (Walery Eljasz-Radzikowski).

Józef Wodzicki (ur. ok. 1750, zm. 6 czerwca 1794 pod Szczekocinami.) – oficer w armii saskiej, generał major wojsk koronnych, uczestnik powstania kościuszkowskiego.

## Życiorys
Był synem Piotra Wodzickiego herbu Leliwa. W latach 1770–1776 przesłużył 6 lat w armii saskiej, w której doszedł do stopnia porucznika. Po odejściu z armii saskiej przeszedł do wojska polskiego, gdzie został brygadierem w Korpusie Kadetów w Warszawie. Na Sejmie Rozbiorowym w 1775 roku powołany ze stanu rycerskiego do Komisji Wojskowej Koronnej. Był generałem adiutantem króla Stanisława Augusta. Od 1782 w służbie liniowej – doszedł do stanowiska szefa regimentu pieszego koronnego i generała w 1790. W 1788 został kawalerem Orderu Świętego Stanisława. Uczestniczył w wojnie polsko-rosyjskiej 1792 jako szef 2 regimentu pieszego koronnego w kampanii litewskiej. Generał major komenderujący w Dywizji Małopolskiej w 1792 roku. Po zwycięstwie targowiczan pozostał w służbie jako nieformalny dowódca dywizji i komendant garnizonu Kraków. Podał się do dymisji jednak później złożył przysięgę wierności konfederacji targowickiej. Brał czynny udział w przygotowaniach powstańczych w 1794. Był świadkiem przysięgi Tadeusza Kościuszki na rynku krakowskim. Po proklamowaniu przez Tadeusza Kościuszkę powstania natychmiast do niego przystąpił. Poległ w bitwie pod Szczekocinami od kuli armatniej, która urwała mu głowę. Pochowany w kościele Zwiastowania Najświętszej Maryi Panny w Krakowie.

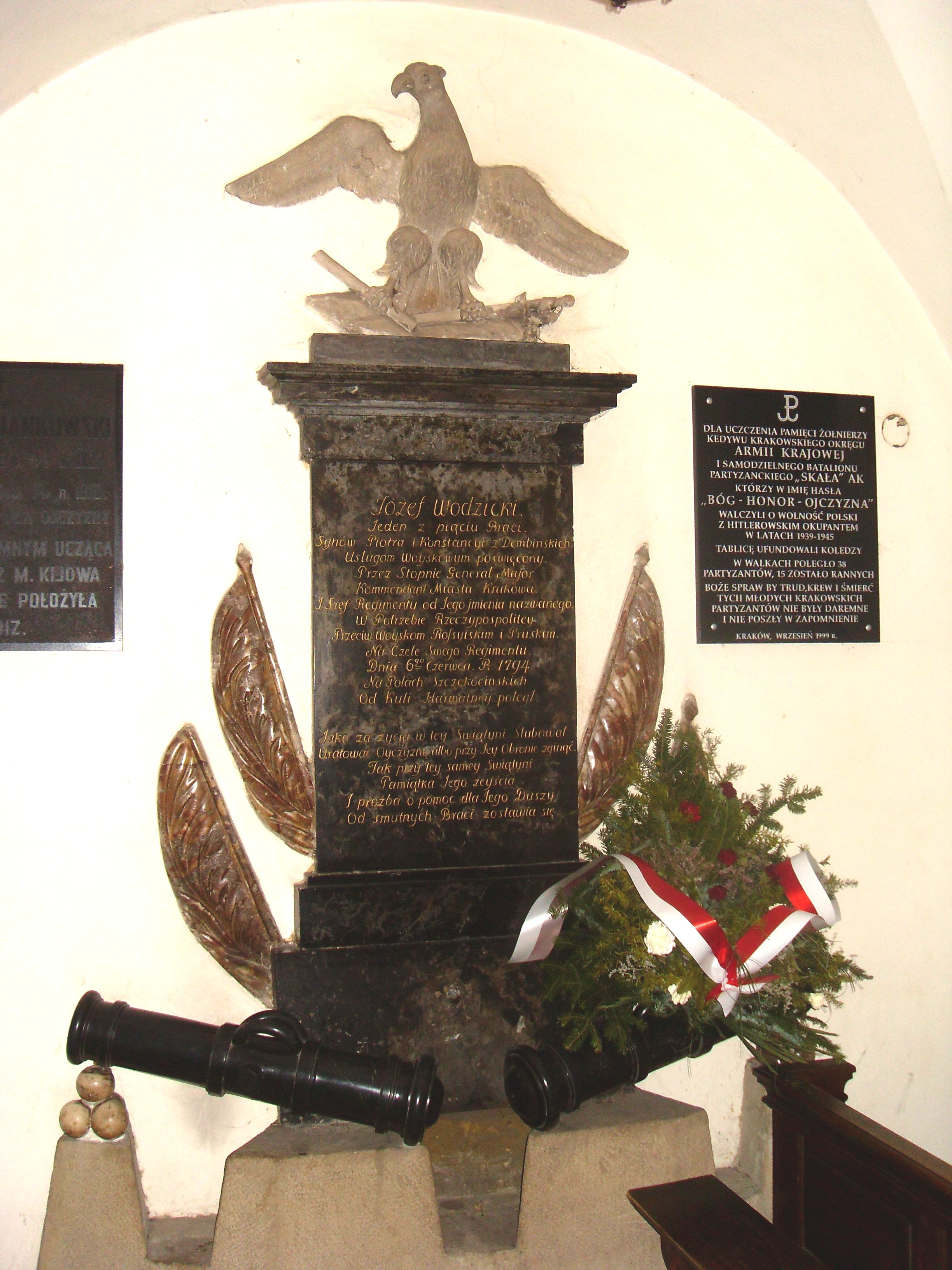
Epitafium gen. Józefa Wodzickiego w krakowskim kościele oo. kapucynów
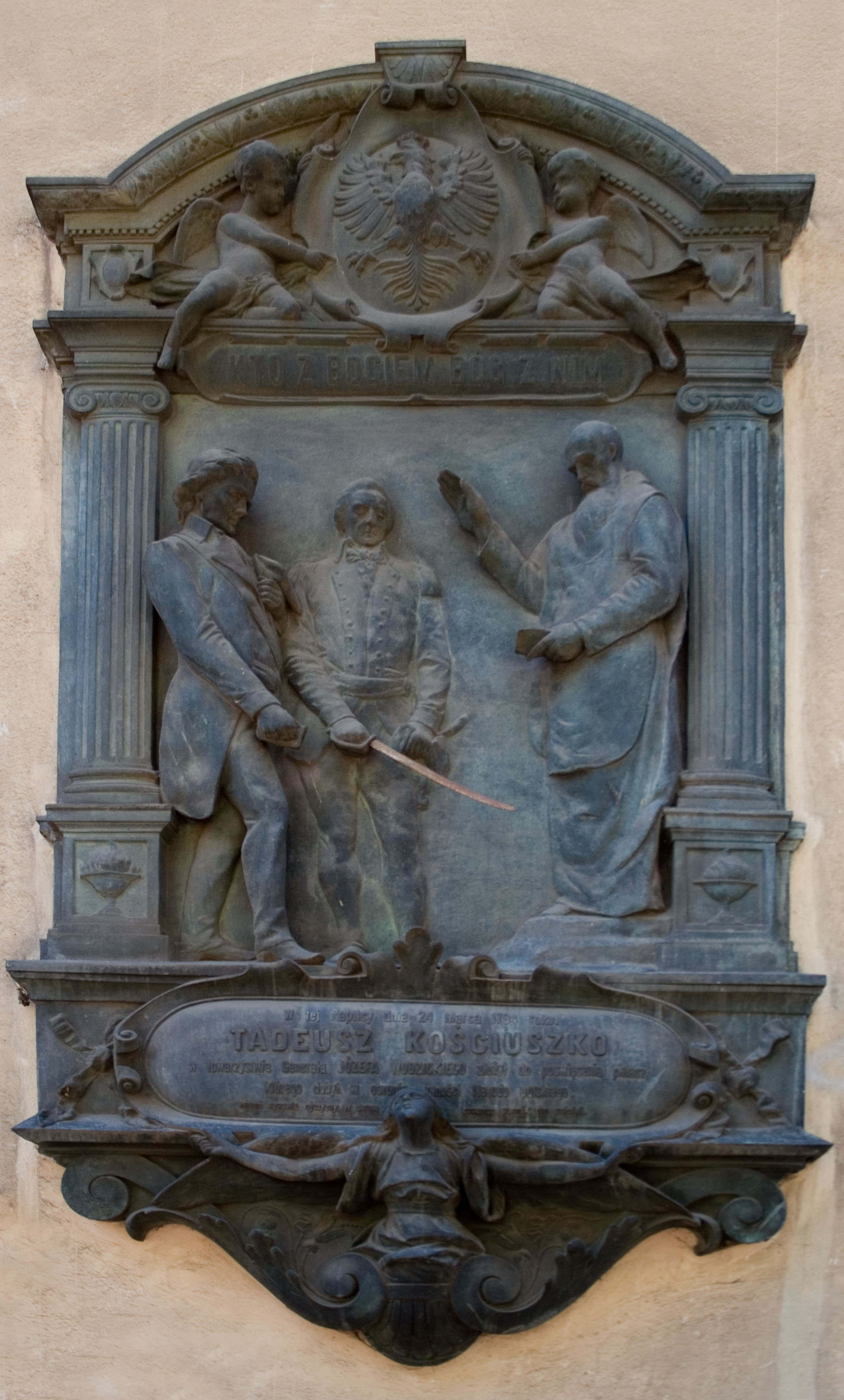
Tablica upamiętniająca poświęcenie pałasza Tadeusza Kościuszki, 24 marca 1794, Kraków
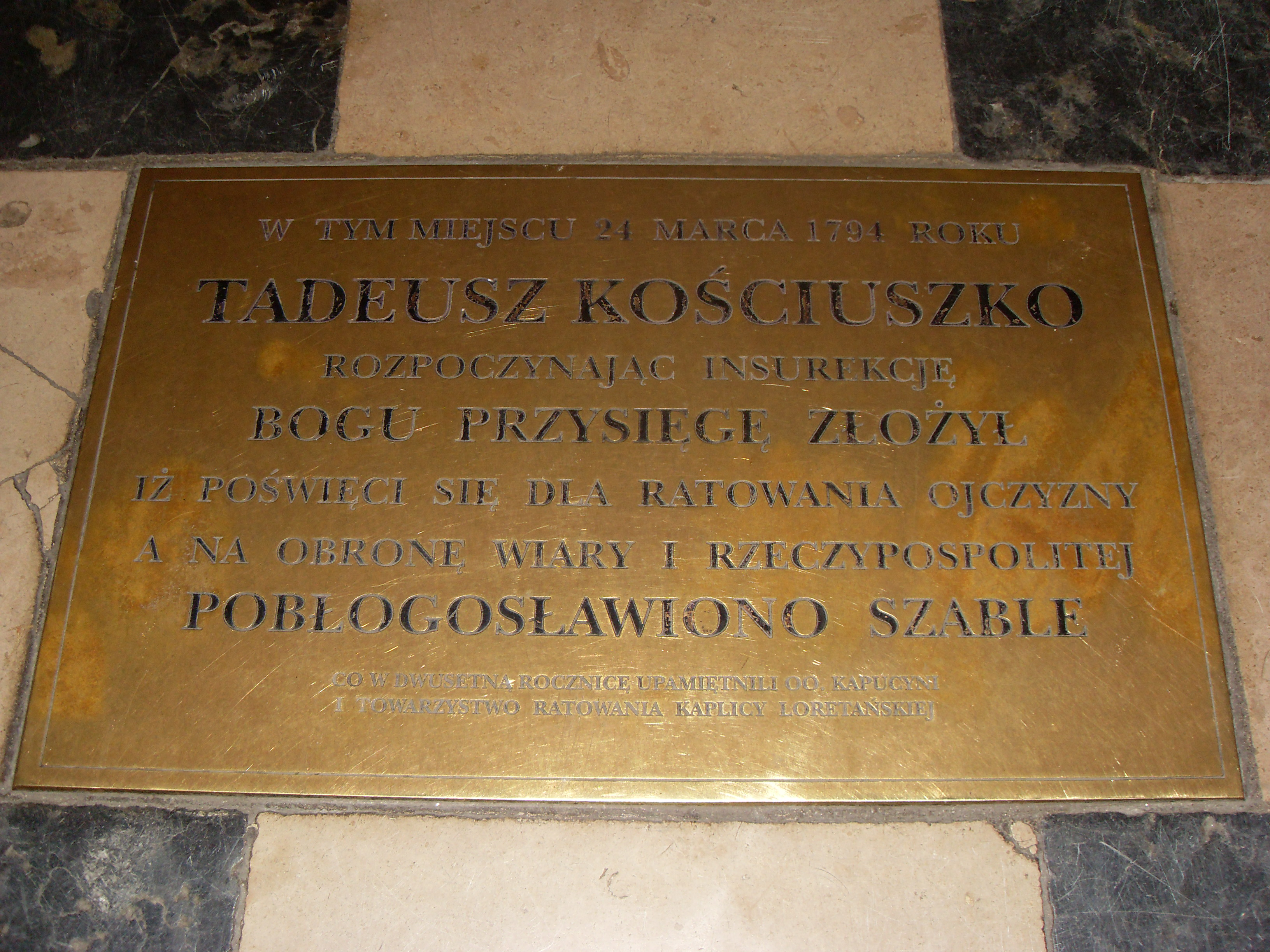
Tablica wmurowana w podłogę Domku Loretańskiego w krakowskim kościele oo. kapucynów, w miejscu w którym święcili szable T. Kościuszko i J. Wodzicki